# Kelly Rowan
Kelly Rowan (ur. 26 października 1965 w Ottawie) – kanadyjska aktorka. Jej najbardziej znana rola to Kirsten Cohen w serialu Życie na fali.
Była związana z Davidem Thomsonem, z którym ma córkę.

## Wybrana filmografia
- Osiem dramatycznych dni (Eight Days To Live) (2006)
- Życie na fali (2003)
- Troje do tanga (Three to Tango) (1999)
- One Eight Seven (1997)
- Candyman II: Pożegnanie z ciałem (Candyman: Farewell to the Flesh) (1995)
- Hook (1991)
- Inny świat (Another World) (1988)
- The Gate (1987)